# Ширлі Стронг
Ширлі Стронг  (англ. Shirley Strong; нар. 18 листопада 1958) — британська легкоатлетка, олімпійська медалістка.

## Виступи на Олімпіадах
| Олімпіада         | Дисципліна                    | Місце     |
| ----------------- | ----------------------------- | --------- |
| Москва 1980       | біг на 100 метрів з бар'єрами | 5 h2 r2/3 |
| Лос-Анджелес 1984 | біг на 100 метрів з бар'єрами | 2         |

## Зовнішні посилання
- Досьє на sport.references.com [Архівовано 18 грудня 2012 у Wayback Machine.]